# CZilla
CZilla.cz (jako Czech Mozilla Project, CzechZilla) byl projekt, který vznikl na koncem února 2003 s cílem lokalizovat a propagovat produkty Mozilla Foundation. Vznikl ze serveru CZilla.org Honzy Urbánka, který byl v provozu už od roku 2001. Mezi náplně CZilly patřila lokalizace a propagace webového prohlížeče Mozilla Firefox, e-mailového klientu Mozilla Thunderbird, editoru webových stránek Nvu a balíku webových aplikací Mozilla Suite resp. jeho nástupce v podobě balíku SeaMonkey. 
CZilla zajišťovala též podporu koncových uživatelů prostřednictvím webového fóra či překládala návody do češtiny. Mezi další aktivity patřil projekt Technická evangelizace, který CZilla spravovala pro české stránky. 
Projekt CZilla byl oficiálním lokalizačním týmem aplikací Mozilla a jeho chod zajišťovala řada dobrovolníků ve svém volném čase. Po existenční krizi od roku 2007, projekt CZilla v roce 2009 ukončil svoji činnost, na kterou nepřímo navázal Projekt Mozilla.cz.